# Меркадо, Джон
Джон Энтони Меркадо Куэро (исп. John Anthony Mercado Cuero; род. 3 июня 2002, Гуаякиль) — эквадорский футболист, вингер клуба АВС и сборной Эквадора.

## Клубная карьера
Меркадо — воспитанник клубов «Клан Жувенил», «Панама» и бразильского «Атлетико Паранаэнсе». 25 июня 2022 года в матче против «Ред Булл Брагантино» он дебютировал в бразильской Серии A. В том же году Джон был арендован «Сентро Спортиво Алагоано». 21 июля в матче против «Крузейро» он дебютировал в бразильской Серии B. В начале 2023 года Меркадо перешёл в португальский «Вилафранкенсе». 26 февраля в матче против дублёров «Порту» он дебютировал в Сегунда лиге. 2 апреля в поединке против «Насьонал Фуншал» Джон забил свой первый гол за «Вилафракенсе».
Летом 2023 года Меркадо перешёл в АВС. 12 августа в матче против «Белененсеша» он дебютировал за новый клуб.

## Международная карьера
В 2019 году Меркадо в составе юношеской сборной Эквадора принял участие в юношеском чемпионате Южной Америки в Перу. На турнире он сыграл в матче против команд Венесуэлы, Боливии, Парагвая, Уругвая, Аргентины, а также дважды против Чили и Перу. В поединках против аргентинцев и перуанцев Джон забил по голу.
В том же году Меркадо принял участие в юношеском чемпионате мира в Бразилии. На турнире он сыграл в матчах против сборных Австралии, Нигерии, Венгрии и Италии. В поединке против венгров Джон забил гол.